# Wellenstreik
Der Wellenstreik ist eine Art des Streiks, bei der Arbeitsniederlegungen kurzfristig stattfinden, nicht von langer Dauer sind und dem Arbeitgeber vorher nicht angekündigt werden. Nach der geltenden Rechtssprechung ist es das Hauptziel eines Wellenstreiks, mit möglichst wenigen Arbeitnehmern der Arbeitgeberseite ein Höchstmaß an Schäden zuzufügen.

## Allgemeines
Dem Arbeitgeber wird es durch diese Streiktaktik erschwert, geeignete Gegenmaßnahmen zu planen und umzusetzen. Nicht zuletzt geht er bei unvorhersehbarer Wiederaufnahme der Arbeit das Risiko ein, dass Vertretungskräfte Arbeitsplätze besetzen und er gegenüber den vertretenen Arbeitskräften, die zuvor gestreikt haben, in Annahmeverzug (§§ 615, 293 ff. BGB) gerät. Laut Beurteilung des BAG ist der Arbeitgeber nach den Grundsätzen der Arbeitskampfrisikolehre bis zum Ende einer Schicht nicht verpflichtet, eine angebotene Arbeitskraft nach Beendigung eines Wellenstreiks anzunehmen und zu vergüten. Wenn allerdings der Arbeitgeber rein vorsorglich Ersatzarbeitskräfte beschäftigt, um drohende Arbeitsniederlegungen seiner vermeintlich streikbereiten Belegschaft vorzubeugen, so entbindet ihn das nicht von seiner Lohnzahlungspflicht nach Beendigung des Wellenstreiks.
Da Zeitpunkt, Ort und Dauer eines jeden Streiks von den Gewerkschaften grundsätzlich frei gewählt werden dürfen, ist prinzipiell auch der Wellenstreik rechtmäßig. Dies entspricht auch den vier Entscheidungen des Bundesarbeitsgerichts (BAG) zum Wellenstreik. Das BAG betrachtet Arbeitskämpfe als freies Wechselspiel von Aktion und Reaktion.

## Druckerstreik
Öffentliche Aufmerksamkeit erlangten Wellenstreiks in den 1990er Jahren, als die Mitarbeiter in Druckereien spontan nicht zur Arbeit erschienen, so dass Zeitungen nicht gedruckt werden konnten. Die Arbeitgeber hatten für diesen Fall Ersatzbeschäftigte eingestellt. Deshalb gab es Rechtsstreitigkeiten, wer das Arbeitsentgelt zu tragen habe.

## GDL-Streik
Im März 2024 erklärte die Gewerkschaft Deutscher Lokomotivführer (GDL) unter der Leitung des Bundesvorsitzenden Claus Weselsky im Tarifstreit mit der Deutschen Bahn die Tarifverhandlungen zum wiederholten Mal für gescheitert und erklärte, sie wolle im weiteren Verlauf Wellenstreiks ohne ausdrückliche vorherige Ankündigung durchführen, damit „die Eisenbahn kein zuverlässiges Verkehrsmittel mehr“ sei. Den ersten Streik dieser Art kündigte die GDL am 10. März 2024 für den 12./13. März 2024 an. Die Bahn unterlag in zwei Instanzen gegen die GDL mit einem Antrag auf Gewährung von einstweiligem Rechtsschutz. Die Beeinträchtigungen für die Fahrgäste waren erheblich, zumal im gleichen Zeitraum, jedoch zeitlich versetzt, auch die Beschäftigten der kommunalen Verkehrsbetriebe und an Flughäfen sowie die Flugbegleiter streikten.

## Regulierung des Streikrechts in der kritischen Infrastruktur?
Auf Grund der Auswirkungen des GDL-Streiks 2024 forderte die FDP-Fraktion im Bundestag am 3. Juli gesetzliche Regeln für Streiks, durch die kritische Infrastruktur betroffen ist. Gefordert wurden Streikauflagen in den Bereichen Bahn, Flugverkehr, Pflege, Kitas, Feuerwehren und Müllabfuhr. Dort sollten unter anderem Streiks mindestens drei Tage vorher angekündigt und ein Notbetrieb von mindestens 50 % sichergestellt werden. Warnstreiks müssten auf vier Stunden beschränkt werden. Ein Schlichtungsversuch sollte verbindlich werden. Begründet wurde der Vorstoß der FDP damit, dass die kritische Infrastruktur anfällig für unverhältnismäßige Streiks sei. Bei Lohnforderungen, die das Überleben betroffener Firmen gefährdeten, müsste der Staat diese stützen.